# Cacatua sanguinea
La cacatúa sanguínea (Cacatua sanguinea) es una especie de ave de la familia de las cacatúas y miembro del género Cacatua. Se distribuye por Australia, Nueva Guinea Occidental (Indonesia) y Nueva Guinea; y ha sido introducida en Singapur. Habita en zonas de sabana, matorral y pastizal.